# Clifford Chance
Pour les articles homonymes, voir Chance (homonymie).
Clifford Chance LLP est un cabinet d'avocats d'affaires international, d'origine anglaise, fondé en 1987.

## Histoire

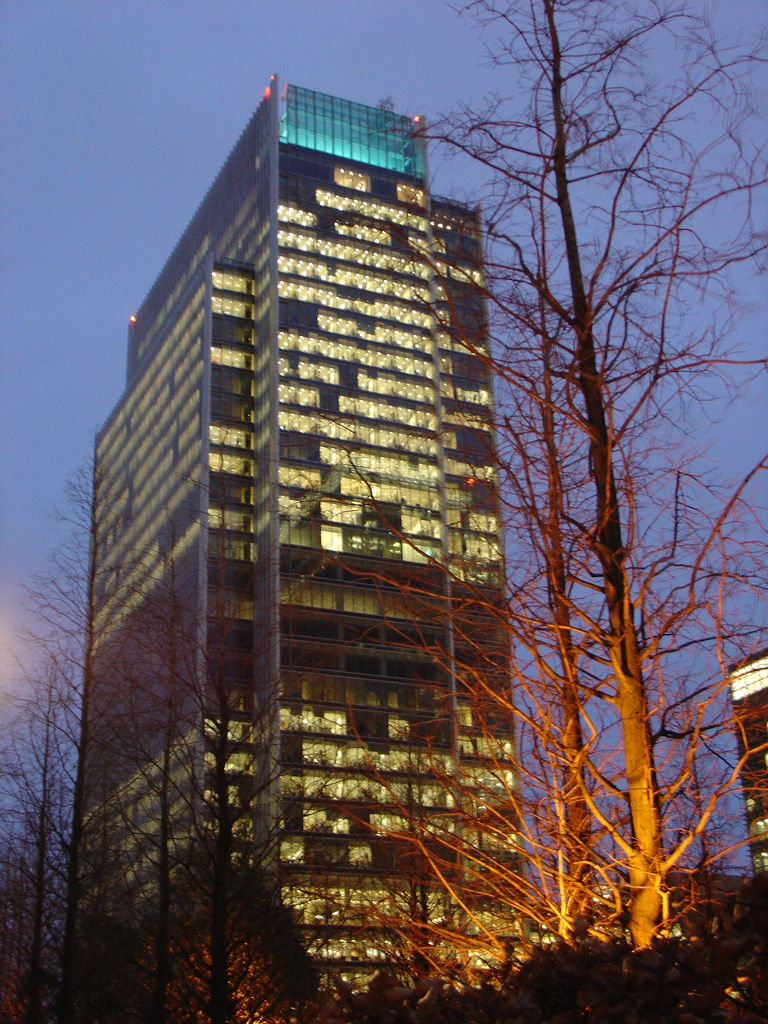
Le gratte-ciel 10 Upper Bank Street, à Londres, abrite le siège social du cabinet.

Clifford Chance LLP est issu de la fusion, en 1987, de deux cabinets britanniques : Clifford Turner (fondé en 1802) et Coward Chance (fondé en 1900).
En 1999, Clifford Chance fusionne ses activités avec le cabinet allemand Pünder, Volhard, Weber & Axster et de manière parallèle, il fusionne ses activités avec le cabinet américain Rogers & Wells.
En 2011, Clifford Chance acquiert les cabinets australiens Chang, Pistilli & Simmons  et Cochrane Lishman Carson Luscombe dans le but de créer un ensemble en Australie.

## Activités
Clifford Chance est le leader du Magic Circle, ensemble de 5 cabinets considérés comme les plus grands et les plus prestigieux cabinets londoniens. 
Il compte 6 200 personnes dont 3 400 collaborateurs répartis dans 32 bureaux dans 22 pays et a un chiffre d'affaires mondial de 1,54 milliard de livres (2016/17). Son managing partner mondial est Matthew Layton.
Son siège social se trouve à Londres, dans le quartier d'affaires de Canary Wharf. Son bureau à Paris est situé 1 rue d'Astorg et est dirigé par Mathieu Remy depuis 2020. Entre 2006 et 2015, le cabinet siégeait dans l'hôtel de Villemaré, au 9 place Vendôme. Il jouit d'une réputation particulièrement prestigieuse sur la place de Paris ce qui lui vaut d'être un cabinet particulièrement prisé par les étudiants en droit.
Comme beaucoup de cabinets anglais ou américains, le processus de recrutement de ses avocats est extrêmement sélectif.

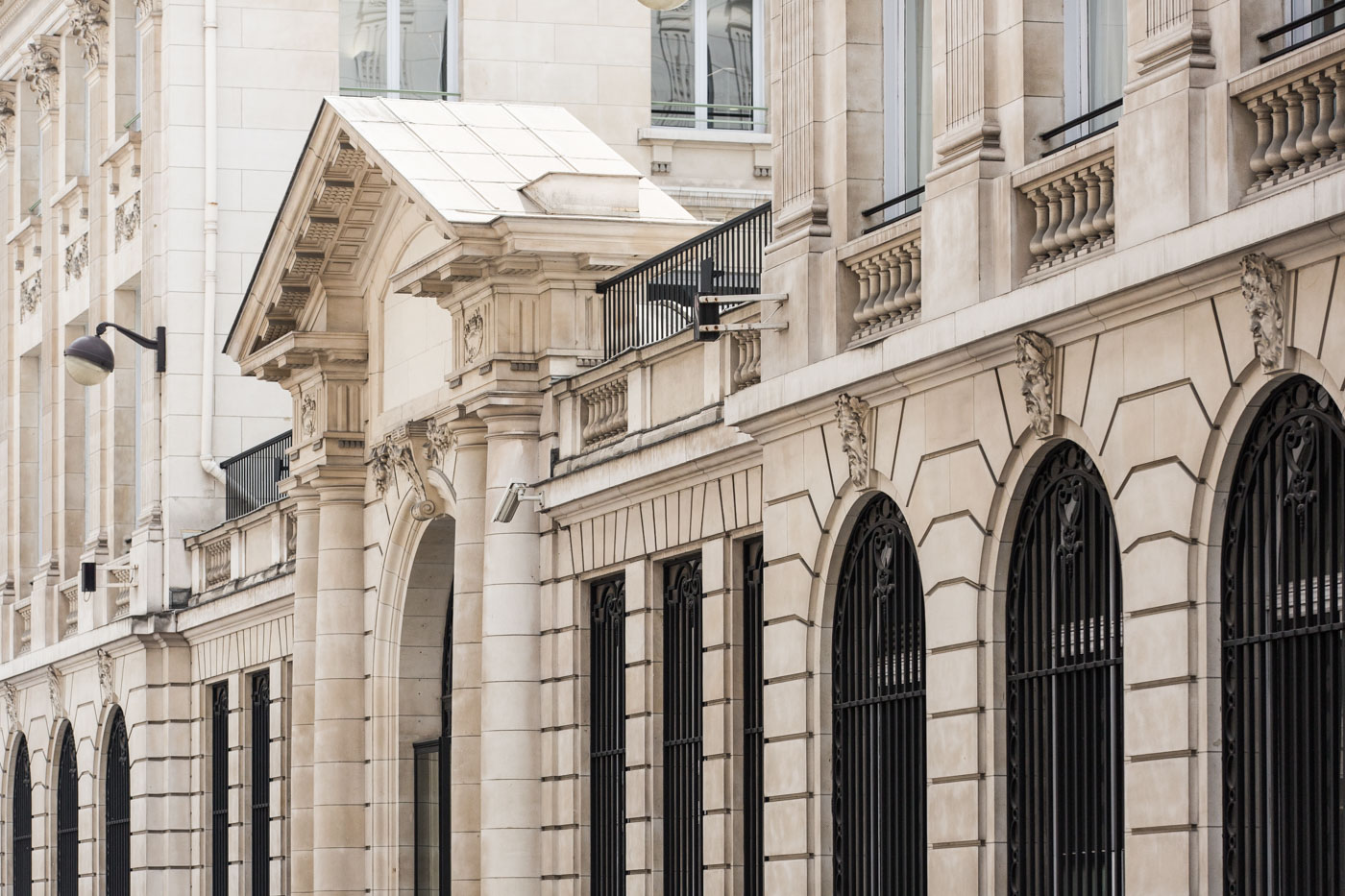
Le bureau de Clifford Chance Paris est situé au 1, rue d'Astorg, dans le 8ème arrondissement.

Le cabinet intervient pour de grandes entreprises et multinationales, des banques et institutions financières ainsi que des gouvernements dans les domaines suivants :
- M&A (fusions et acquisitions)
- Capital-Investissement (fonds de private equity)
- Finance
- Marchés de capitaux et régulation financière
- Contentieux et arbitrage national et international
- Restructuration
- Fiscalité transactionnelle
- Droit immobilier
- Droit public